# Brottet
Brottet (dansk originaltitel: Forbrydelsen) är en dansk kriminalserie från 2007, producerad av Danmarks Radio med manuskript av Søren Sveistrup. Tre säsonger har spelats in och visats. Första säsongen hade premiär 7 januari 2007 och bestod av tjugo avsnitt som visades under 20 söndagar i dansk television under 2007. Varje avsnitt skildrade en dag i jakten på Nanna Birk Larsens mördare. De sista tio avsnitten var ursprungligen planerade att sändas våren 2008, men på grund av serien stora popularitet tidigarelades sändningen till hösten 2007. Första säsongens sista avsnitt sändes 25 november 2007 och sågs av 2 107 000 danska tv-tittare.
En fristående säsong, Brottet II, hade premiär 2009 och i september 2012 började tredje säsongen, Brottet III, att sändas. I april 2011 hade en amerikansk version av serien med titeln The Killing, premiär på AMC.

## Handling

### Säsong 1
Sarah Lund har sin sista dag på jobbet som vice kriminalkommissarie vid Köpenhamnspolisen. Hon ska flytta till Sverige med sin sambo Bengt och sonen och starta ett nytt liv. Men alla planerna vänds upp och ner när den unga flickan Nanna Birk Larsen först anmäls försvunnen och sen hittas mördad och våldtagen. Mer eller mindre mot sin vilja tvingas Lund och hennes efterträdare Jan Meyer tillsammans leda mordutredningen. Snart befinner de sig i en labyrint av villospår i jakten på en hänsynslös och skicklig mördare. Samtidigt utmanar kommunpolitikern Troels Hartmann Köpenhamns sittande borgarråd i en smutsig valkampanj. Hartmann blir dock en av de huvudmisstänkta i mordutredningen på den unga flickan. Gång på gång framkommer uppgifter i utredningen som kopplar Hartmann till mordet. Mitt i denna röra står den mördade flickans föräldrar och vänner som på sina egna sätt bearbetar sorgen, saknaden och ilskan över att ha mist Nanna.

## Utmärkelser
Avsnitt 1-10 Emmynominerades 2007 i kategorin Bästa internationella dramaserie, men vann inte. Året efter blev serien nominerad ännu en gång, denna gång avsnitten 10-20. Dessutom nominerades Sofie Gråbøl i kategorin Bästa kvinnliga skådespelare. Serien blev även denna gång utan priser.
Serien har visats i engelsktalande länder, bland annat i Australien och Storbritannien med titeln The Killing, samt i tyskspråkiga länder som Kommissarin Lund – Das Verbrechen. I Storbritannien tilldelades serien ett 2011 Bafta-pris i kategorin Bästa utländska TV-serie.

## Rollista (urval)
- Sofie Gråbøl - Sarah Lund
- Søren Malling - Jan Meyer
- Lars Mikkelsen - Troels Hartmann
- Bjarne Henriksen - Theis Birk Larsen
- Ann Eleonora Jørgensen - Pernille Birk Larsen
- Morten Suurballe - Lennart Brix
- Marie Askehave - Rie Skovgaard
- Michael Moritzen - Morten Weber
- Nicolaj Kopernikus - Vagn Skærbæk
- Johan Gry - Bengt Rosling
- Bent Mejding - Poul Bremer
- Kim Bodnia - Riksåklagarens representant